# Pictones

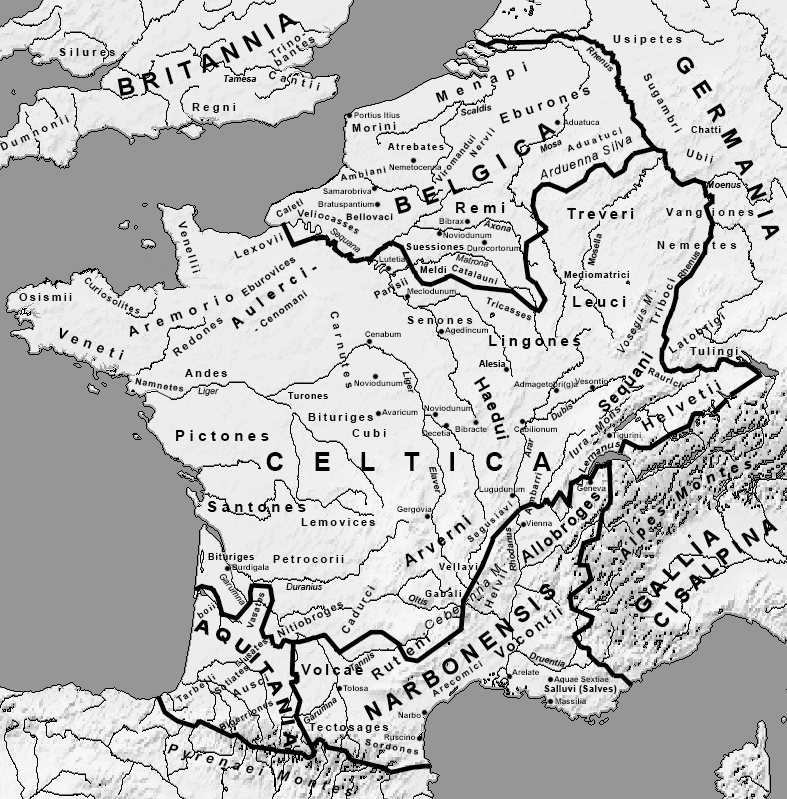
Leefgebied van de Pictones aan de Atlantische kust.

De Pictones waren een Gallische stam, met een gebied op de zuidoever van de Loire en aan de Atlantische kust. De hoofdstad was Limonium (nu: Poitiers).
Ze hadden een groot onafhankelijkheidsgevoel. Toch werkten ze samen met Caesar, die hen beschreef als een van de meer geciviliseerde stammen. Samen met de Santones hielpen ze Caesar om de Veneti te overwinnen. Alsbeloning konden ze hun gebied naar het zuiden uitbreiden. Ze waren bekend om hun hout en dreven soms handel met de Romeinse provincie Gallia Cisalpina.
Strabo in zijn Geographika (1e eeuw) schreef dat de monding van de Loire de grens vormde tussen het gebied van de Namnetes in het noorden en de Pictones in het zuiden. Claudius Ptolemaeus (2e eeuw) situeerde de Pictones aan de kust in het noorden van Gallia Aquitania. Als hun belangrijkste steden noemde hij Limonium en Ratiatum (nu: Rezé).
Gallia Cisalpina:
Anares · Beluni · Boii · Carni · Caturiges · Cenomani · Ceutrones · Insubres · Lepontii · Libici · Lingones · Nerusi · Salassi · Segusani · Suetri · Taurini · Vedianti

Gallia Transalpina:
Aedui · Albici · Allobroges · Ambarri · Ambiani · Andecavi · Arecomici · Atrebati · Aulerci Cenomani · Aulerci Diablintes · Aulerci Eburovices · Arverni · Baiocasses · Bellovaci · Bituriges Cubi · Bituriges Vivisci · Cadurci · Caleti · Carnutes · Catalauni · Caturiges · Cavares · Cenomani · Centrones · Cetrones · Commoni · Condrusi · Coriosolitae · Durocasses · Eciates · Eleuteti · Gabali · Garocelli · Geidumni · Grudii · Helvetii · Helvii · Lemovices · Leuci · Levaci · Lexovii · Lingones · Mandubii · Mediomatrici · Medulli · Menapii · Morini · Namnetes · Nantuates · Nerviërs · Nitiobriges · Osismii · Parisii · Petrocorii · Pictones · Pleumoxii · Redones · Remi · Ruteni · Salluviërs · Santones · Segni · Segovellauni · Segusiavi · Senones · Sequani · Silvanectes · Sordones · Suessiones · Tectosages · Tigurini ·  Tougener · Treveri · Tricasses · Tricastini · Turones ·  Veliocasses · Vellavi · Venelli · Veneti · Viducasses · Viromandui · Vocontii · Volcae Arecomici · Volcae Tectosages · Vivisci